# 藤島樹騎也
藤島 樹騎也（ふじしま じゅきや、1996年8月26日 - ）は、三重県出身のプロサッカー選手。JFL・ いわてグルージャ盛岡所属。ポジションはミッドフィルダー(MF)。

## 来歴
星稜高校の3年の時に第93回全国高等学校サッカー選手権大会に出場。星稜高校の初優勝のメンバーで優秀選手に選ばれた。
その後、中京大学に進むも卒業後はドイツ、オーストリア、スペインのクラブでプレーした。
2022年、JFLの鈴鹿ポイントゲッターズに移籍するも、11月に契約解除となった。
2023年、FCマルヤス岡崎に加入も、2024年1月に退団。
2024年1月30日、Y.S.C.C.横浜への移籍を発表。
2024年2月25日のJ3リーグ開幕戦のカターレ富山戦でJリーグ初出場を果たす。
2024年12月26日、いわてグルージャ盛岡への完全移籍が発表された。

## 所属クラブ
- 羽津スポーツ少年団
- 名古屋グランパスジュニアユース
- 星稜高校
- 中京大学
- 2019年 - 同年9月  ボナーSC
- 2019年9月 - 2020年1月  ジークブルガーSV04
- 2020年2月 - 同年7月  FCヴァッカー・インスブルック
- 2020年12月 - 2021年7月  UDラネラ
- 2021年7月 - 2022年3月  エル・サン・マルティン
- 2022年3月 - 同年12月  鈴鹿ポイントゲッターズ
- 2023年  FCマルヤス岡崎
- 2024年 Y.S.C.C.横浜
- 2025年 - いわてグルージャ盛岡

## 個人成績
| 国内大会個人成績 | 国内大会個人成績 | 国内大会個人成績 | 国内大会個人成績 | 国内大会個人成績 | 国内大会個人成績 | 国内大会個人成績 | 国内大会個人成績 | 国内大会個人成績 | 国内大会個人成績 | 国内大会個人成績 | 国内大会個人成績 |
| 年度             | クラブ           | 背番号           | リーグ           | リーグ戦         | リーグ戦         | リーグ杯         | リーグ杯         | オープン杯       | オープン杯       | 期間通算         | 期間通算         |
| 年度             | クラブ           | 背番号           | リーグ           | 出場             | 得点             | 出場             | 得点             | 出場             | 得点             | 出場             | 得点             |
| 日本             | 日本             | 日本             | 日本             | リーグ戦         | リーグ戦         | リーグ杯         | リーグ杯         | 天皇杯           | 天皇杯           | 期間通算         | 期間通算         |
| ---------------- | ---------------- | ---------------- | ---------------- | ---------------- | ---------------- | ---------------- | ---------------- | ---------------- | ---------------- | ---------------- | ---------------- |
| 2018             | 中京大           | 10               | -                | -                | -                | -                | -                | 2                | 0                | 2                | 0                |
| 2022             | 鈴鹿             | 33               | JFL              | 11               | 1                | -                | -                | 2                | 0                | 13               | 1                |
| 2023             | マルヤス         | 17               | JFL              | 14               | 4                | -                | -                | 1                | 0                | 15               | 4                |
| 2024             | YS横浜           | 18               | J3               | 24               | 0                | 1                | 0                | -                | -                | 25               | 0                |
| 2025             | 岩手             | 55               | JFL              |                  |                  | -                | -                |                  |                  |                  |                  |
| 通算             | 日本             | 日本             | J3               | 24               | 0                | 1                | 0                | 0                | 0                | 25               | 0                |
| 通算             | 日本             | 日本             | JFL              | 25               | 5                | -                | -                | 3                | 0                | 28               | 5                |
| 通算             | 日本             | 日本             | 他               | -                | -                | -                | -                | 2                | 0                | 2                | 0                |
| 総通算           | 総通算           | 総通算           | 総通算           | 49               | 5                | 1                | 0                | 5                | 0                | 55               | 5                |

その他の公式戦
- 2024年
  - J3・JFL入れ替え戦 2試合0得点

出場歴
- Jリーグ初出場：2024年2月25日 J3第1節カターレ富山戦（ニッパツ三ツ沢球技場）

## タイトル

### チーム
2015年：第93回全国高等学校サッカー選手権大会

### 個人
2015年：第93回全国高等学校サッカー選手権大会 - 優秀選手